# Montaigne (libro)
Montaigne es una biografía del autor austriaco Stefan Zweig, inacabada puesto que el escritor se suicidó antes de terminarla (23 de febrero de 1942).
Con la dificultad añadida de la exigua documentación de la que pudo disponer el autor, exiliado en Brasil, Zweig compone una biografía (más bien un ensayo biográfico) sobre Michel Eyquem de Montaigne (1533-1592) dirigida a sus lectores habituales, que reconocen en su obra la emoción propia de su obra.
Ha sido definida como la mejor introducción para la lectura de Montaigne.